# Pagerbumi
Pagerbumi is een bestuurslaag in het regentschap Ciamis van de provincie West-Java, Indonesië. Pagerbumi telt 1846 inwoners (volkstelling 2010).